# Токи Биркеланда

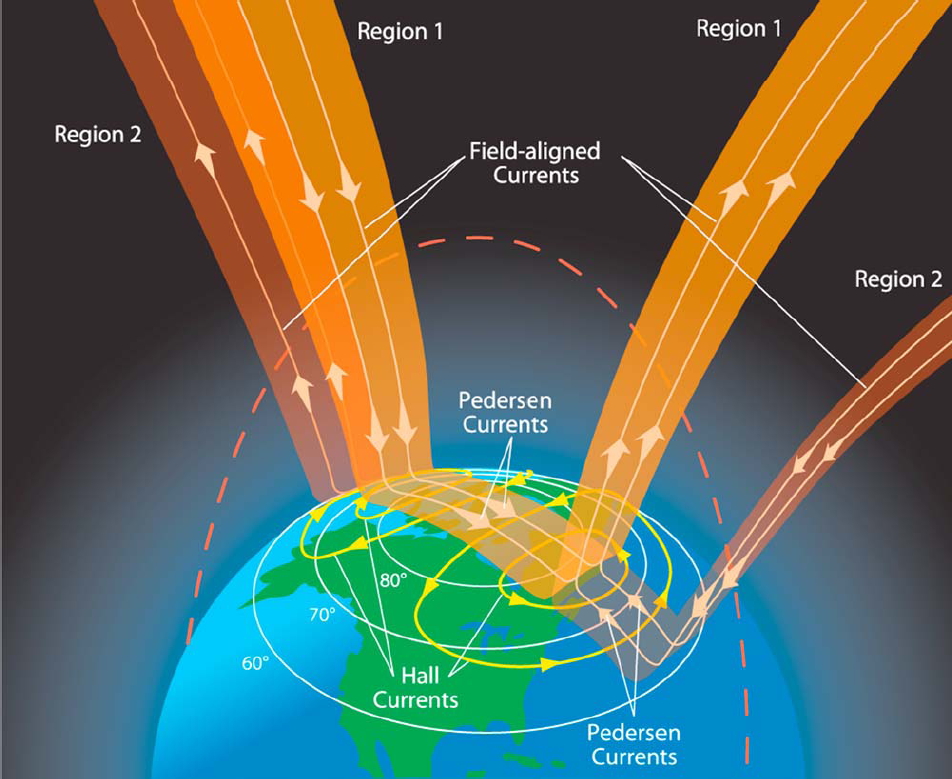
Схема протекания токов Биркеланда, Педерсена и Холла возле северного полюса

Токи Биркеланда — токи, двигающиеся вдоль линий магнитного поля возле полюсов и соединяющие ионосферу и магнитосферу Земли.  Они появляются при взаимодействии солнечного ветра и магнитного поля. Проявлениями этих токов являются сияния в ионосфере
Существование токов Биркеланда было предсказано в 1908 году норвежским физиком Кристианом Биркеландом, который наблюдал отклонение стрелок магнитометра при появлении полярных сияний. Похожие наблюдения ещё в XVIII веке проводил шведский естествоиспытатель Андерс Цельс. Доказательства существования токов Биркеланда было получено в 1967 году после анализа результатов измерений магнитного поля, собранных спутниками. В 2016 году токи Биркеланда были обнаружены на Юпитере.

## Описание

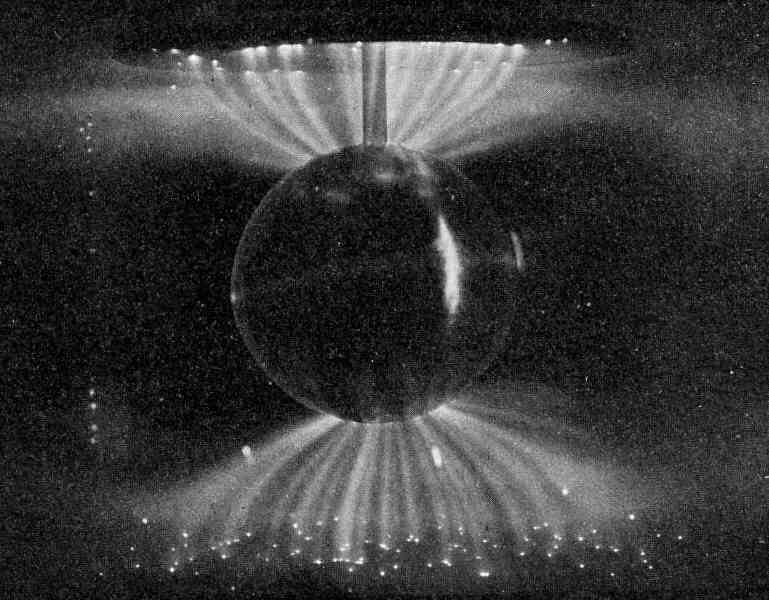
Модель ионосферных токов на терелле Биркеланда в вакуумной камере

Токи Биркеланда распределяются внутри петель, движущихся и меняющих свою форму под действием солнечного ветра. Существует две конфигурации токов Биркеланда. В одной из них ток втекает на утренней стороне и вытекает на вечерней, в другой втекает на северной (полюсной) полосе и вытекает на экваториальной. Направление токов неодинаково в утреннем и вечернем секторах - утром ток направлен вниз (в ионосферу) на приполюсной границе и вверх - на экваториальной, тогда как в вечернем секторе направление продольных токов обратное. 
Мощность токов Биркеланда варьируется от 105 ампер в периоды спокойного Солнца, до  106 и более ампер в периоды магнитных бурь. В результате происходит нагрев и подъём верхних слоёв атмосферы, создавая дополнительное трение для спутников на низких орбитах.